# Nokia N78
Nokia N78 je smartphone představený společností Nokia v únoru roku 2008. Nokia N78 je multimediální telefon umožňující mimo jiné poslech hudby, navigaci nebo fotografování. Ve výbavě nalezneme 3,2 Mpx fotoaparát s autofocusem, GPS navigaci, Wi-Fi, datové přenosy EDGE a HSDPA, podporu až 16GB paměťových karet či webový prohlížeč. Nokia N78 běží na operačním systému Symbian S60 3rd Edition Feature Pack 2.

## Výpis vlastností
| Vlastnost                     | Popis |
| ----------------------------- | --- |
| Tvar                          | Klasický |
| Operační Systém               | Symbian OS 9.3, S60 3rd Edition Feature Pack 2 |
| GSM frekvence                 | 850/900/1800/1900 MHz |
| GPRS                          | Ano |
| WCDMA                         | Ano |
| Displej                       | 240x320 pixelů, úhlopříčka 2.4", 16 milionů barev |
| CPU                           | ARM 11, 369 MHz |
| Vnitřní Dynamická Paměť (RAM) | 96 MB |
| Vnitřní Efektivní Paměť       | 70 MB |
| Fotoaparát                    | 3,2 megapixelový fotoaparát s bleskem, Optika Carl Zeiss: Tessar™ lens, dvacetinásobný digitální zoom, automatické ostření, možnost držení jako fotoaparát |
| Nahrávání videa               | Ano, MPEG-4 VGA (640x480), 15 fps |
| Multimediální zprávy          | Ano |
| Video hovory                  | Ano |
| Push to talk                  | Ano |
| Java podpora                  | Ano, Java™ MIDP 2.0 |
| Slot pro paměťovou kartu      | Ano, microSD |
| Bluetooth                     | Ano, 2.0 |
| Wi-Fi                         | Ano, WLAN IEEE802.11 b/g s podporou UPnP (Universal Plug and Play)                                                                                         |
| Infračervený port             | Ne |
| Podpora datového kabelu       | Ano, USB 2.0 Full Speed přes port Micro USB a podpora třídy mass storage pro rychlé připojení a odebírání                                                  |
| Prohlížeč webu                | Nokia Webový Prohlížeč s „Mini map“ |
| E-mail                        | Ano, Jednoduchý e-mailový klient |
| Hudební přehrávač             | Ano |
| Rádio                         | Ano, Stereo FM Rádio s podporou Visual Radio |
| Video formáty                 | MPEG4, AVC/H.264, H.264, H.263, RV, včetně podpory OMA DRM 2.0/1.0 & WMDRM                                                                                 |
| Audio formáty                 | MP3/AAC/eAAC/eAAC+/WMA/M4A s playlisty, včetně podpory OMA DRM 2.0/1.0 & WMDRM                                                                             |
| TV výstup                     | Ne |
| HF hlasitý odposlech          | Ano, s 3.5 mm audio výstupem (pro standardní sluchátka a podpora protokolu A2DP pro bezdrátová sluchátka                                                   |
| Baterie                       | Baterie Li-Ion 1200 mAh |
| Doba hovoru                   | až 260 min |
| Pohotovostní doba             | až 320 hodin |
| Hmotnost                      | 101,8 g |
| Rozměry                       | 113 × 49 × 15 mm |
| Extra vlastnosti              | Integrovaný přijímač GPS (A-GPS), Stereo Handsfree Reproduktory, podpora herní platformy N-gage                                                            |